# Светлое (Здвинский район)
Светлое — село в Здвинском районе Новосибирской области. Входит в состав Нижнеурюмского сельсовета.

## География
Площадь села — 62 гектара.

## Население
| 2002 | 2007 | 2010 |
| ---- | ---- | ---- |
| 226  | ↘202 | ↘156 |

## Инфраструктура
В селе по данным на 2007 год функционируют 1 учреждение здравоохранения, 1 образовательное учреждение.